# Бычкова, Елена Юлиановна
Елена Юлиановна Бычко́ва (Белонучкина) (род. 1940) — российская актриса театра, заслуженная артистка Карельской АССР (1990), Заслуженная артистка Российской Федерации (1999), Народная артистка Республики Карелия.

## Биография
Родилась в семье театральных актёров.
В 1960 году закончила актёрский факультет Ленинградского государственного театрального института имени А. Н. Островского.
В 1960—1973 годах работает в драматических театрах города Кимры, Еревана, Рыбинска, Волгограда, Вильнюса.
В 1973—1988 годах — актриса Русского драматического театра Карельской АССР.
С 1988 года — актриса театра драмы Республики Карелия «Творческая Мастерская».
Театральные роли
- Нина Заречная в «Чайке» А. П. Чехова
- Катерина в «Грозе» А. Н. Островского
- Лейди в спектакле «Орфей спускается в ад» Т. Уильямса
- Гелена в «Варшавской мелодии» Л. Зорина
- Вера в «Последних» М. Горького
- Полли Питчем в «Трёхгрошовой опере» Б. Брехта
- Вика Люберецкая (Б. Васильев «Завтра была война»)
- Оля (А. Мишарин «Княжны»)
- Белинда Блеяр (М. Фрейн «Привидения на старой мельнице»)
- Таня (А. Галин «Группа»)
- Миссис Бейкер (Л. Герш «Эти свободные бабочки»)
- Лаура (Х. Мильян «Цианистый калий… с молоком или без?»)
- Миссис Чейзен (К. Хиггинс, Ж. Карьер «Гарольд и Мод»)
- Джесси Гейтс (М. Норман «Спокойной ночи, мама»)
- Странница (А. Касона «Утренняя фея»)
- Флорова (И. Грекова, П. Лунгин «Вдовий пароход»)
- Аманда Уингфилд (Т. Уильямс «Стеклянный зверинец»)
- Елена Ивановна Кручинина (А. Н. Островский «Без вины виноватые»)
- Шарлотта (А. П. Чехов «Вишнёвый сад», ввод 2006 года)
- Миссис Хадсон (А. Тупиков «Чисто российское убийство»)
- Круглова (А. Н. Островский «Не всё коту масленица»)
- Сара Абрамовна (Н. Коляда «Баба Шанель»)
- Старуха (Н. Климонтович «Гранатовый браслет»)

## Семья
Муж — Народный артист Республики Карелия Олег Белонучкин.